# Pterolophia paraconsularis
Pterolophia paraconsularis là một loài bọ cánh cứng trong họ Cerambycidae.